# Ich freue mich in dir
Ich freue mich in dir (Je me réjouis en toi) (BWV 133) est une cantate religieuse de Johann Sebastian Bach composée à Leipzig en 1724.

## Histoire et livret
Bach composa cette cantate chorale durant sa deuxième année à Leipzig pour le troisième jour de la fête de Noël dans le cadre de son deuxième cycle annuel. Pour cette destination liturgique, trois autres cantates ont franchi le seuil de la postérité : les BWV 64, 151 et 248/3 (troisième cantate de l'Oratorio de Noël). Les lectures prescrites pour les jours de fête étaient tirées de l'Épître aux Hébreux, « Christ est plus haut que les anges », (1 :1–14) et du prologue de l'Évangile selon Jean, également intitulé « Hymne au monde »(1 :1–14). La cantate est basée sur le choral en quatre strophes Ich freue mich in dir (1697) de Caspar Ziegler. C'est un des tout nouveaux chorals qui servit de base pour le deuxième cycle annuel, alors que Bach préférait d'ordinaire les cantiques des poètes tels que Martin Luther et Paul Gerhardt. Le poète inconnu du texte de la cantate a gardé les première et dernière strophes et fidèlement paraphrasé les strophes intermédiaires dans une séquence d'arias et de récitatifs. Le texte est sans références aux lectures ni à la fête de l'apôtre Jean. Il est possible de retrouver le texte de cette cantate dans un des versets du Cantique des Cantiques, chapitre 1 verset 5 : Ich freue mich über dich נָגִילָה וְנִשְׂמְחָה בָּךְ.
Bach dirigea la cantate pour la première fois le mercredi 27 décembre 1724, puis Johann Friedrich Doles, le successeur de Bach, joua l’œuvre après la mort du compositeur.

## Structure et instrumentation
La cantate est écrite pour quatre solistes, soprano, alto, ténor, basse, chœur à quatre voix, cornet à bouquin pour doubler la mélodie du choral, deux hautbois d'amour, deux violons, alto, basse continue, orgue.
1. chœur : Ich freue mich in dir
2. aria (alto) : Getrost! es faßt ein heilger Leib
3. récitatif (ténor) : Ein Adam mag sich voller Schrecken
4. aria (soprano) : Wie lieblich klingt es in den Ohren
5. récitatif (base) : Wohlan, des Todes Furcht und Schmerz
6. choral : Wohlan, so will ich mich

## Musique
Le choral est chanté sur une variation de la mélodie O Gott, du frommer Gott. Cette mélodie était probablement nouvelle pour Bach qui la nota dans la partition du sanctus qu'il composa également pour Noël en 1724 et qu'il intégra plus tard dans sa messe en si mineur. Le cornet à bouquin joue le cantus firmus avec la soprano, les hautbois jouent avec le deuxième violon et l'alto, tandis que le premier violon « brille au-dessus du reste ». Les voix graves sont disposées essentiellement en homophonie, à l'exception de l'expression de « Der große Gottessohn ». John Eliot Gardiner résume : « Il me paraît difficile d'imaginer une musique qui transmette de façon plus persuasive l'essence, l'exubérance et la pure joie de vivre que le chœur d'ouverture de la BWV 133 ».
L'aria de l'alto est accompagnée par les deux hautbois d'amour, l'aria de la soprano par les cordes, passant d'un temps pair dans les sections extrêmes à une sicilienne dans la section centrale. Le récitatif ténor est indiqué adagio deux fois, la première pour souligner « Der allerhöchste Gotte kehrt selber bei uns ein », la deuxième pour citer le choral en texte et en musique « Wird er ein kleines Kind und heißt mein Jesulein ». La cantate se clôt par une disposition en quatre parties de la dernière strophe du choral.

## Source
- (en) Cet article est partiellement ou en totalité issu de l’article de Wikipédia en anglais intitulé « Ich freue mich in dir, BWV 133 » (voir la liste des auteurs).